# Zevin
Zevin (o Zovin, Zëvin e  Zovik) è un comune dell'Azerbaigian appartenente al distretto di Yardımlı. Conta una popolazione di 1.322 abitanti.